# Pantà de Sau
El pantà de Sau és un embassament que pertany al riu Ter, creat per una presa situada al municipi de Vilanova de Sau. Se situa al peu de la serralada de les Guilleries i s'estén pels termes de Vilanova de Sau, les Masies de Roda, Tavertet i l'Esquirol, a la comarca d'Osona.
Juntament amb el de Susqueda i amb el del Pasteral, forma part d'un sistema de tres pantans que uneix la comarca d'Osona amb la de la Selva i que tenen per funció la regulació del Ter per l'abastament d'aigua a l'àrea metropolitana de Barcelona, a Girona i a la Costa Brava, la laminació d'avingudes per tal d'evitar inundacions, i la generació d'energia hidroelèctrica. Actualment, s'hi permet la pràctica d'esports nàutics.
L'embassament té una llargada de 17 km i 3 km d'amplada, amb una capacitat màxima de 177 hm³. La resclosa ha 260 metres de longitud i 75 metres d'altura, i amb una potència elèctrica instal·lada de 55 MW per una producció anual de 85 GWh.
El pantà es va començar a projectar el 1931 i es va bastir de 1947 fins al 1963.
Va cobrir el poble de Sant Romà de Sau, les restes del qual, especialment el campanar de l'església romànica del segle xi, són visibles quan el nivell de l'aigua embassada és baix. L'església Sant Romà està registrada com la més antiga del món que es conserva dreta dins l'aigua. Ho confirma un estudi impulsat per l'entitat internacional de registres de rècords mundials Official World Record amb la col·laboració d'un grup de recerca de la Universitat de Barcelona l’any 2021.

## Sequera de l'any 2023
A començament de març de 2023, l'embassament va arribar a mínims històrics, proper al 10%. L'Agència Catalana de l'Aigua va decidir obrir comportes per passar cap a Susqueda la màxima quantitat d'aigua potable possible.
El 27 de febrer de 2024 i només amb un 1,40% de la seva capacitat, va emergir el pont medieval que antigament servia per travessar el riu Ter abans de la construcció del pantà. Això no havia passat mai des que l’any 1963 abans que s’omplís el pantà per primer cop, ja que el pont està situat a la part més fonda.
Aquesta situació es va revertir al 2025. El més de març va ser el més plujós dels últim segle. La reserva d'aigua del pantà va passar en només unes setmanes del 3% al 72%.

## Galeria

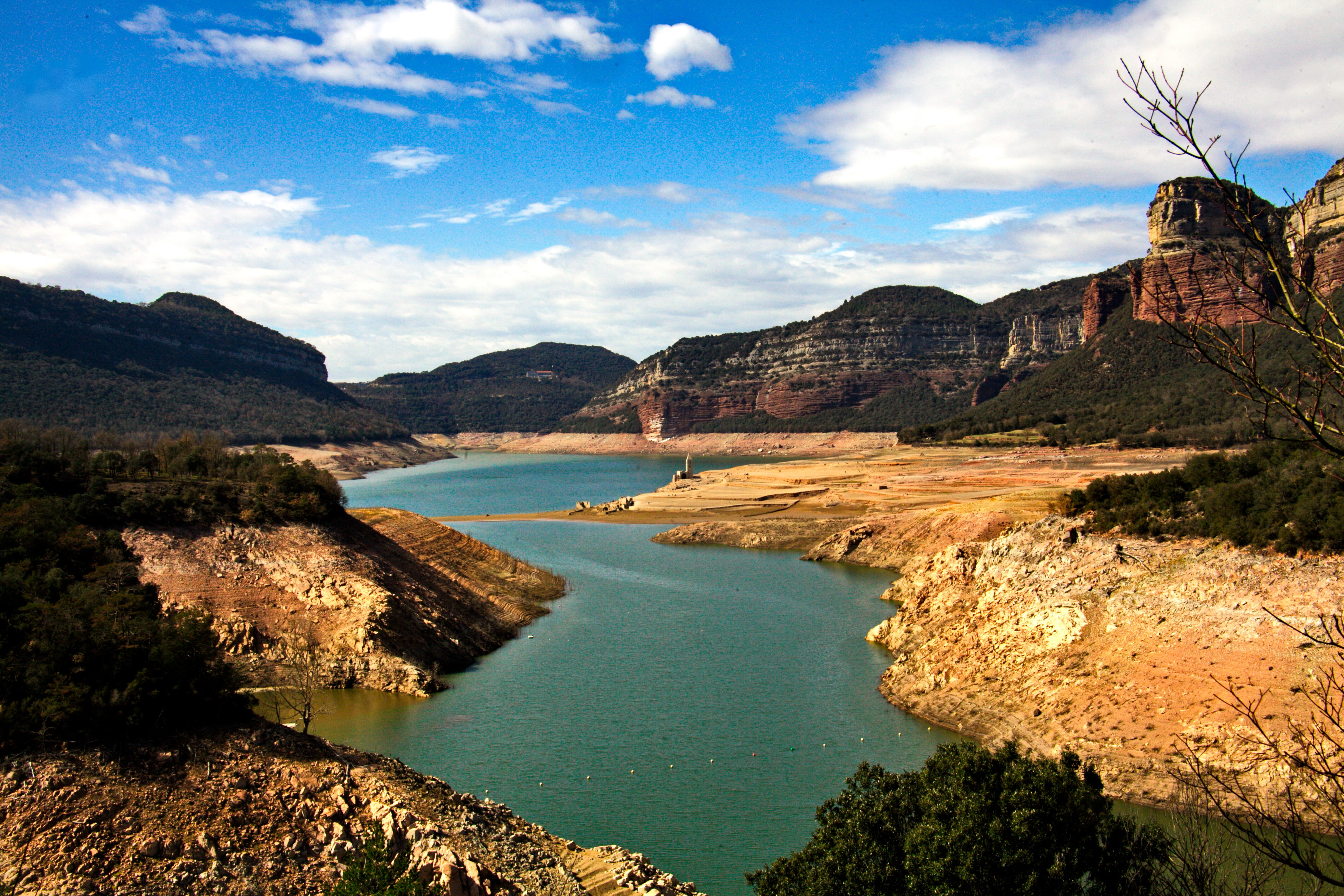
Estat de l'embassament al 13% (11 de març 2023)
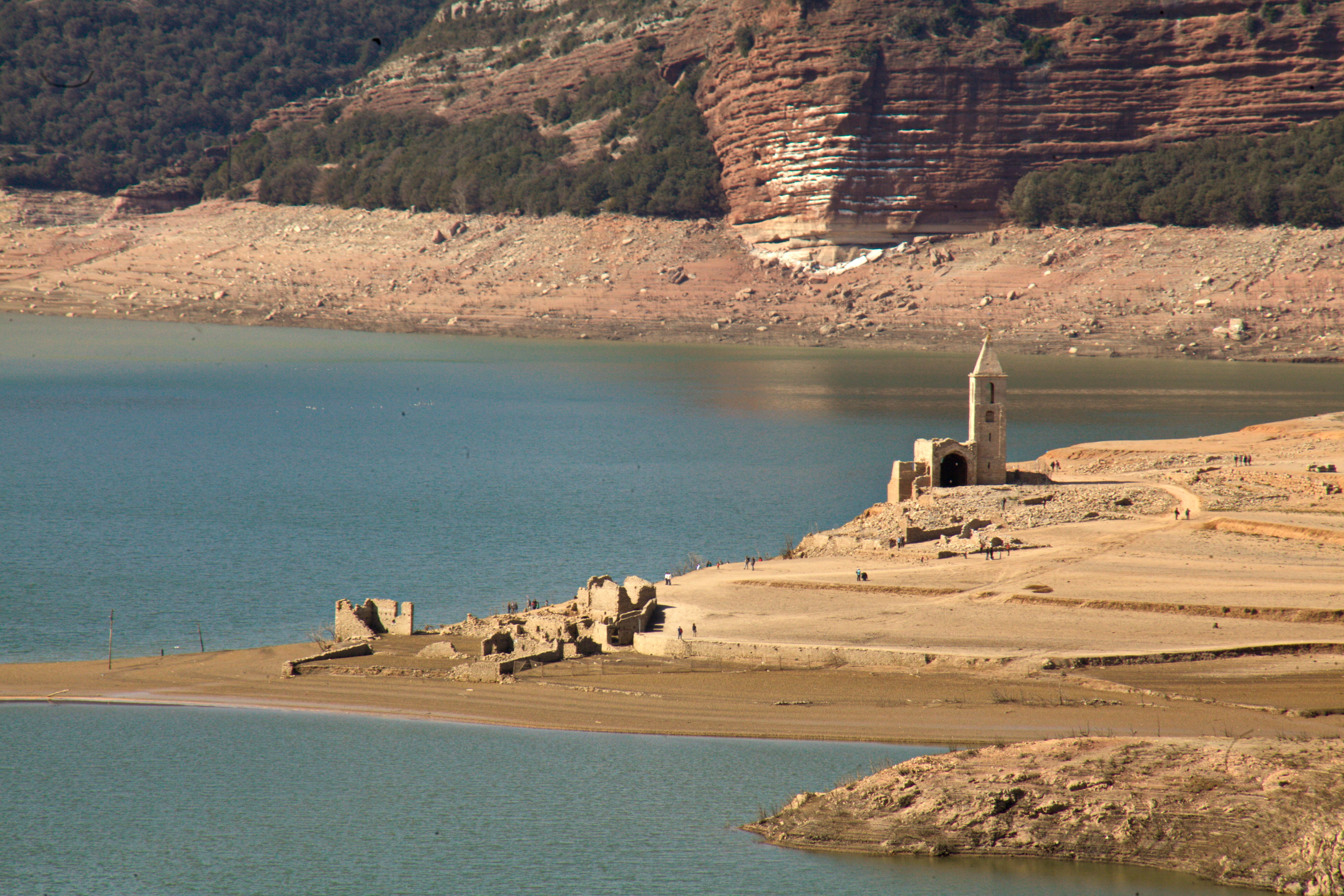
Església de Sant Romà de Sau. Març de 2023
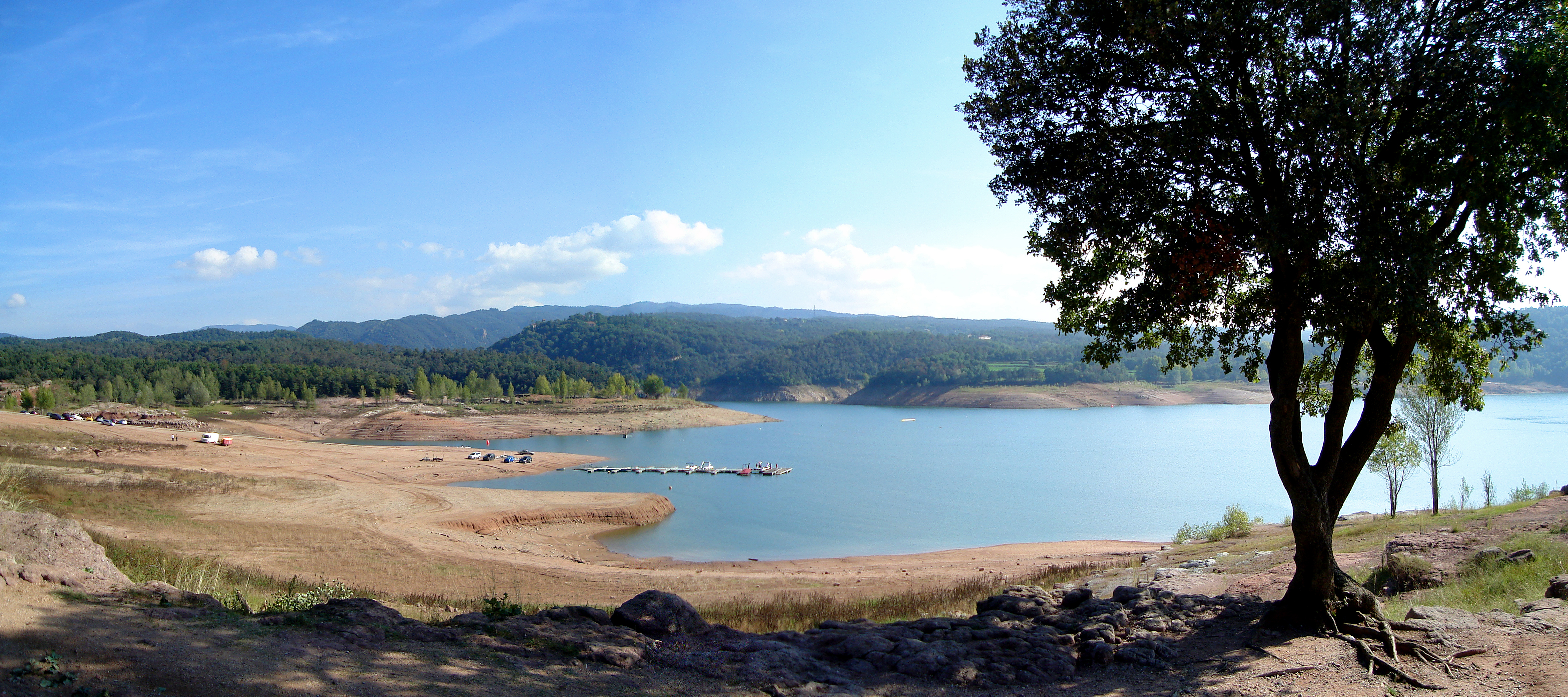
Panoràmica del pantà.
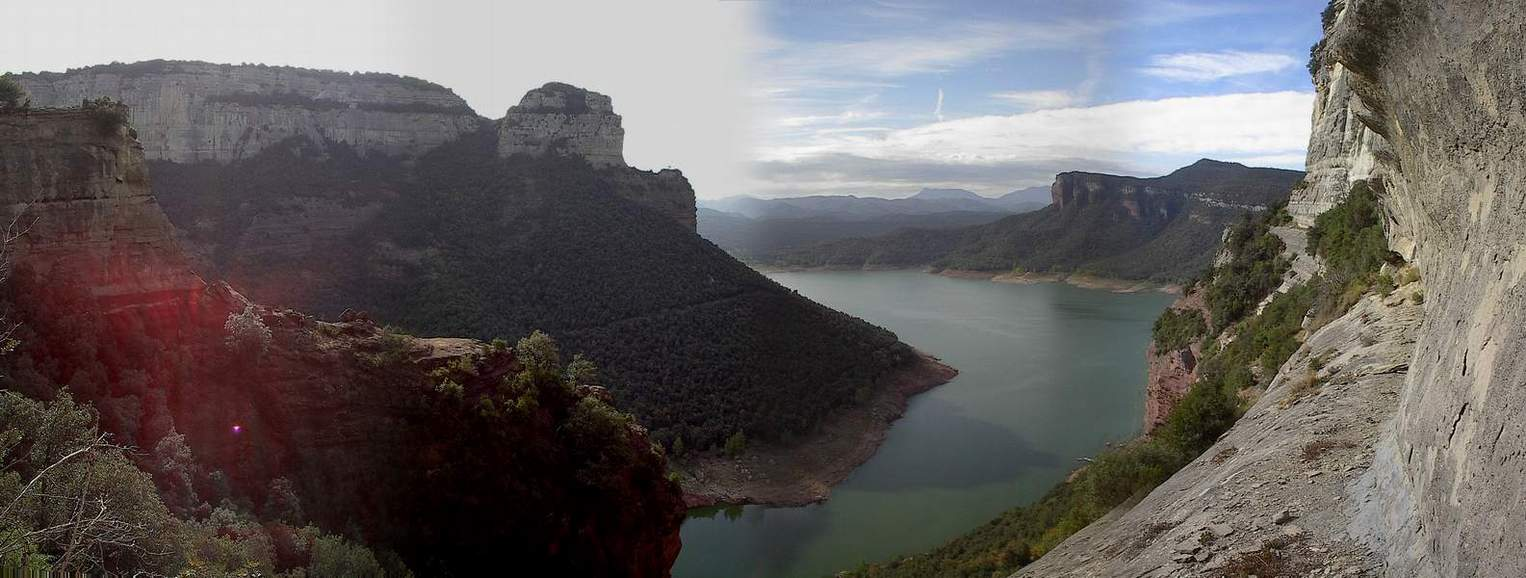
Tavertet - Puig de la força des de la via, sota Santa Cilia. Any 2000.